# Maxwell Jenkins
Maxwell Jenkins, född 3 maj 2005 i Chicago, är en amerikansk skådespelare.
Jenkins har bland annat medverkat i TV-serien Lost in Space. Han har även medverkat i filmen Arcadian.

## Filmografi (i urval)
- 2018–2021 – Lost in Space (TV-serie) (28 avsnitt)
- 2024 – Arcadian